# 55-я пехотная дивизия (Франция)
55-я французская пехотная дивизия (фр. 55e division d’infanterie) — военное формирование в составе Французской армии, созданное в начале Первой Мировой войны. Позже, принимала участие и во Второй мировой войне.

## Командующие
| №   | Звание, Имя                         | Полномочия      | Полномочия      |
| №   | Звание, Имя                         | Начало          | Окончание       |
| --- | ----------------------------------- | --------------- | --------------- |
| № 1 | Генерали Леге                       | 2 августа 1914  | 5 ноября 1914   |
| № 2 | Генерал Бьюисон д’Арманди           | 5 январь 1914   | 16 января 1915  |
| № 3 | Генерал Генри Арман де Лапорт д’Юст | 16 январь 1915  | 14 августа 1916 |
| № 4 | Генерал Жозеф Эмиль Манжен          | 14 августа 1916 | 28 августа 1918 |
| № 5 | Генерал Эмиль Бритч                 | 1939            | 1940            |
| № 6 | Генерал Ив Лафонтен                 | 1940            |                 |

## Первая мировая

### 1914
- Сформирована в пятом мобилизационном округе.
- С 9 по 17 августа 1914 дивизия едет по железной дороге в сторону фронта.
- С 17 по 26 августа расквартирована в 40 километрах западнее Меца.
- С 26 по 29 августа отступает, поэтому была перенаправлена к городу Руа.
- Участвовала в первой битве на Марне и понесла большие потери.
- С 26 сентября 1914 года по 15 октября 1914 года участвует в трёх крупных операциях.
- С 6 октября частично заменена на фронте 3-м английским корпусом.

### 1915
- 8-13 января 1915 года: ожесточенное немецкое контрнаступление в районе Круи вынудило дивизию отступить к югу от Эны.
- С 13 −18 января дивизия была отведена с фронта и перегруппировывалась около Нойана.
- 18 января — 27 февраля: дивизия обороняла сектор около Венизе.
- С 27 февраля — 22 марта: дивизия была отведена с фронта и перегруппировывалась около комунны Хартеннес.
- С 22 марта — 30 апреля: дивизия двигалась на фронт в район заняла позиции около Конде-сюр-Эн.
- 30 апреля — 11 мая: фронт был отведен, дивизия перегруппировывалась и проходила инструктаж в районе Ульши-ле-Шато. С 9 мая дивизия была транспортирована по железным дорогам из района Виллер-Котре в район Тинке.
- 11 мая — 5 июня: дивизия двигалась на фронт, а с 15 мая, по бригадно, вступала во 2-ю Битву при Артуа, к Аблен-Сен-Назеру и к Каренси.
- 5 — 23 июня: дивизия была отведена с фронта и перегруппировывалась в районе Шеле.
- 23 июня — 23 ноября: дивизия двигалась в район Гюи-Ан-Сервин, Виллер-о-Буа; затем заняла сектор к югу от кладбища суше (с 19 июня). Участвовал в 3-м сражении при Артуазе.
- 25 — 28 сентября: французские войска предприняли жестокие атаки, а затем заняли завоеванные территории.
- 11 октября: новые французские атаки.
- 23 ноября 1915 года — 8 февраля 1916 года: фронт был отведен, и дивизия была переброшена В. Ф. из района Сен-Поль-сюр-Тернуаз в район Физмы; там дивизия перегруппировывалась и проходила инструктаж. С 26 декабря дивизия двигалась в Виль-ан-Тарденуа; там она также перегруппировывалась и проходила инструктаж. С 7 января 1916 года дивизия двигалась в район Пруйи.

### 1916
- 8 февраля — 20 июня: продвижение на север и, начиная с 11 февраля, захват сектора в направлении Берри-о-Бак и мельницы Понтой.
- 10 марта: немецкое нападение на лес Бугров.
- 25 апреля: французское нападение.
- 20 июня — 12 июля: отступление, переправа В.Ф. в район Витри-Ле-Франсуа; отдых. С 7 июля движение на Триакур; отдых.
- 12-30 июля: грузовые перевозки в районе Вердена. С 20 июля вступление в битву при Вердене, направление побережья 304 и восточной опушки авокадо-леса.
- 30 июля — 20 августа: отступление и отдых южнее Ревиньи.
- 20 августа — 1 сентября: движение на фронт и захват сектора в направлении 304 и восточной опушки авокадо-леса.
- 1 — 21 сентября: отступление и отдых в направлении Ремберкур-о-Потс.
- 21 сентября — 22 октября: грузовые перевозки в районе Вердена, захват сектора в направлении леса Хаудромонт и Тьяумонт.
- 22 октября — 2 ноября: отступление и отдых в направлении Триаукурт.
- 2 ноября 1916 года — 5 февраля 1917 года: движение на север, а с 9 ноября — захват сектора в сторону леса Камар и Авокаурт.

### 1917
- С 5 по 14 февраля: отступление на фронт; отдых в направлении Триакурт.
- 14 февраля — 15 апреля: оккупация сектора между Лувемон и Meuse.
- 15-22 апреля: отступление на фронт; отдых в направлении Конде-Ан-Барруа.
- 22 апреля — 23 мая: оккупация района между прудом Варгево и рекой.
- 23 мая — 5 июня: отступление на фронт; отдых и инструктаж в направлении Гондрекурт.
- 5 июня — 5 июля: грузовые перевозки в районе Шалон-сюр-Марн и оккупация сектора между шлемом и верхней горой, который простирался справа от 14 июня до Соска: частые нападения и контратаки, особенно в направлении Соска.
- 5 — 24 июля: отступление на фронт, переброска войск в район Ромильи-сюр-Сен; инструктаж.
- 24 июля — 25 августа: переправа через В. Ф. из Ромильи-сюр-Сен в Дорман и Мези-Мулен, а затем постепенное движение на фронт. С 4 августа оккупация района между крохой и Плойоном в окрестностях Понтавертва.
- 25 августа — 12 сентября: отступление на фронт; отдых в направлении Арсис-Ле-Понсарт.
- 12 сентября — 4 октября: оккупация района между крохой и Плойоном.
- 4-29 октября: отступление на фронт; отдых в направлении Арчис-Ле-Понсарт.
- 29 октября — 29 ноября: оккупация сектора в направлении Шевре и плато казематов, перенесенного в результате наступления 2 ноября между северо-восточнее Шевре и фермой Воклерк.
- 29 ноября 1917 — 6 января 1918 года: отступление на фронт, переброска в район Ферте-Су-Жуарре, затем, с 3 декабря, в район Бруно; отдых. С 22 декабря постепенное движение к Фер-ан-Тарденуа; отдых.

### 1918
- 6 — 28 января: движение на фронт и занятие участка между Крохой и Плойоном.
- 28 января-23 марта: отвод фронта, движение к Лизи-сюр-урку, отдых и инструктаж. С 10 марта — поэтапное движение в направлении Суассона и Вик-сюр-Эна, работа.
- 23 марта — 30 мая: грузовые перевозки в Чаунском районе. Участвовал в первом сражении при Нойоне, сопротивлялся немецкому нажиму на правом берегу Уазы. Затем организация фронта на левом берегу, в направлении Маникампа и Вареснеса.
- 30 мая — 3 июня: вступил в третье сражение на Эне, пережил шок от немецкого наступления, отступил на линию Мулен-под-Тувент и др.
- 3 июня-18 августа: отвод фронта и оборона одного сектора в направлении Мулен-Су-Тувен и южнее других мест:
- 3 июля французское нападение в этом районе.
- 6 июля, расширенный фронт, слева, до хутора Кенневьер; подготовка к наступлению.
- 1 августа фронт сокращен, влево, до Мулен-под-Тувен.
- 18 — 27 августа: вторая битва при Нойоне, продвижение к Ла-Пон-Сен-Мард.
- 27 — 29 августа: отвод фронта и грузовые перевозки в районе Креси-Ан-Брие.
- 29 августа −10 сентября: подготовка к отходу.
- 10 сентября: отход.

28 января-23 марта: отвод фронта, движение к Лизи-сюр-урку; отдых и инструктаж. С 10 марта-поэтапное движение в направлении Суассона и Вик-сюр — Эна; работа.
23 марта-30 мая: грузовые перевозки в Чаунском районе. Участвовал в 1-м сражении при Нойоне, сопротивлялся немецкому нажиму на правом берегу Уазы. Затем организация фронта на левом берегу, в направлении Маникампа и Вареснеса.
30 мая-3 июня: вступил в 3-е сражение на Эне: пережил шок от немецкого наступления; отступил на линию Мулен-под-Тувент, др.
3 июня-18 августа: отвод фронта и оборона одного сектора в направлении Мулен-Су-Тувен и южнее других Мест:
3 июля французское нападение в этом районе.
6 июля, расширенный фронт, слева, до хутора Кенневьер; подготовка к наступлению.
1 августа фронт сокращен, влево, до Мулен-под-Тувен.
18-27 августа: 2-я Битва при Нойоне: продвижение к Ла-Пон-Сен-Мард.
27-29 августа: отвод фронта и грузовые перевозки в районе Креси-Ан-Брие.
29 августа — 10 сентября: подготовка dissolutio.
10 сентября: dissolution.

## Привязки
Август 1914: 5-я резервная группа
Май 1915: 33-й армейский корпус
Июнь 1915: Изолированные
Декабрь 1915: 37-й армейский корпус
Июнь 1916 года: изолированные
Июнь 1917: 5-й армейский корпус
2-я армия
4 июля 1916 года — 4 июня 1917 г.
3-я армия
11 февраля — 12 марта 1918 года
24 — 25 марта 1918 года
4-я армия
23 июня — 3 июля 1916
5-я армия
25 ноября 1915 — 22 июня 1916
6-я армия
27 августа 1914 года — 8 мая 1915
5 июня — 15 июля 1917 года
28 октября 1917 — 10 февраля 1918 года
13 — 23 марта 1918
26 марта — 1 июня 1918
27 августа — 3 сентября 1918
10-я армия
9 мая — 24 ноября 1915
16 июля — 27 октября 1917 года
2 июня — 26 августа 1918
4 — 9 сентября 1918
Армия Лотарингии
22 — 27 августа 1914

## Вторая мировая война

### Состав
Мобилизация до 10 мая 1940:
- 64-я разведывательная группа пехотной дивизии
- 213-й пехотный полк
- 295-й пехотный полк
- 331-й пехотный полк
- 45-й смешанный артиллерийский полк (45-й РСДРП)
- 10-я противотанковая дивизионная батарея (45-я рада, 75-мм и 47-мм орудия в апреле 1940 года)
- 703 / 409-я батарея ДКА
- 55-й дивизионный артиллерийский парк
- 55-я рота артиллерийских рабочих
- 55-я стрелковая дивизия
- 255-й мотострелковый взвод
- 55-й саперный батальон (расформирован 16 ноября 1939 года, роты 55/1 и 55/2 становятся самостоятельными)
- 55/1 рота 55/2
- телеграфная рота 55/81
- рота радио 55/82
- компания horse-drawn railway 55/5
- автомобильная компания 155/5
- дивизионная оперативная группа 55/5
- 55-я дивизионная санитарная группа
- 55-й дивизионный учебный центр (с апреля 1940 г.)

### Странная война
- 13-17 сентября 1939 года: высадка на вокзалах Сент-Менехульд и Верден. Движение частей через Монтаржи, Сенс, Сезанн и Гиври-Ан-Аргонн.
- 19 сентября — 1939 года: перегруппировка в районе Вокуа, Монфокон-Д’Аргонн и Эснес-Ан-Аргонн.
- 22 сентября — 19 октября 1939 года: назначение и организация позиции barrage de Verdun, на берегу Мааса, по Wavrille в Azannes-et-Soumazannes.
- 20 октября — 22 октября 1939 года: движение в сектор Седана: пехота, автомашины и конные части.

55-я пехотная дивизия (55-я Ди) генерала Лафонтена, соединенная с X армейским корпусом, образующим левое крыло 2-й армии, не связана с планами вмешательства в Бельгию и должна продолжать занимать свою позицию. На 9 мая 1940 года на реке Мозель между Пон-а-бар и слиянием реки Мозель с Киром 55-я Ди укрепляет 147-й пехотный крепостной полк из подсектора Седан (укрепленный сектор Монмеди). Слева от него фронт удерживает 102-я пехотная дивизия (подчиненная 9-й армии), а справа — 3-я североафриканская пехотная дивизия. По плану Дайля его разведывательная группа пехотной дивизии, 64-я ГРДИ, должна принять участие в задерживающем маневре в Арденнах в составе западной группировки 5-й легкой кавалерийской дивизии, а один из батальонов 55-го Ди, I/295-й пехотный полк, должен расположиться на Семуа в составе западной группы.
55-я Ди — дивизия Серии B: ее личный состав состоит из резервистов старых классов, образование которых остается рудиментарным, несмотря на все усилия во время войны, и только 4 % офицеров являются активными. Его подразделения пополнялись лишь на 80-85 % от их теоретической численности, а его пехотные полки ничего не получали от своего 25-мм противотанкового орудия. Кроме того, отдел испытывает нехватку оборудования (одежда, оборудование…) и снабжения. Подсектор Седана, который укрепляет дивизия, также слаб по сравнению с Музоном или Марвилем, его укрепления немногочисленны.
Этот район фронта воспринимается французским командованием как второстепенный, который считает маловероятным крупное немецкое наступление на подсектор Седана, поскольку «карманное дно» Арденн (к западу от Монмеди) в сочетании с Маасом считается малодоступным для масштабных действий. Тем не менее, местность имеет не только преимущества для обороны: Маас может быть приближен к северу лесистыми холмами и городскими районами (Седан, Дончери и т. д.), берега могут легко поддаваться переправе, а река имеет извилистую линию, образующую полуостров Игес. Теоретически на северном берегу реки Маас должно быть произведено много разрушений, однако в этом районе гражданское население не было эвакуировано, и их присутствие (в том числе продолжающиеся сельскохозяйственные работы) будет препятствовать подготовке к разрушениям, а также затруднит проведение укреплений.

### Битва приМозеле
- 10 мая 1940 года по тревоге были направлены войска на линию обороны в районе Л. П. Р. В составе батальонов 147-го пехотного полка, 295-го и 331-го полков и 11-го пулеметного батальона. Средний огонь: 39 25-мм орудий, 19 47-мм орудий, 6 75-мм орудий (45-й дивизионный артиллерийский полк), I и II/99-й дивизионный артиллерийский полк) и III/38-й дивизионный артиллерийский полк (артиллерийский полк) дивизионной артиллерии); 2 группы 155с. (V/38-й дивизионный артиллерийский полк) и V/45-й дивизионный артиллерийский полк).
- 12 мая 1940 года в 17 часов на левом берегу появились немецкие элементы (мотоциклы, самострелы, пехотинцы), наступавшие южнее Сен-Менжеса. Конница собралась на левом берегу. Мосты были разрушены. К ночи в линию вступили первые части 71-й пехотной дивизии, которая должна была взять на себя оборону подсектора Ангекур. Правая граница сектора сводилась к Понт-Могису (бывшему) Бульсону.
- 13 мая 1940 года 71-я пехотная дивизия в восточном секторе осталась недостроенной из-за давления немцев. Утром оккупация правого берега немцами (Гивонн в 10 часов, Дончери в 13 часов). Сосредоточение противотанковых орудий, которые вели огонь по блокпостам с левого берега. Интенсивные воздушные бомбардировки позиции и ее тылов. В 15 часов атака немецкой армии севернее и южнее Торси, потеря Ваделенкура, в 17 часов 30 минут Торси в 18 часов и Бельвю в 19 часов; Немцы добрались до населенных пунктов вареники и марфеи. Паника в районе Булсона, вызванная известием о прибытии немецких танков, которые на самом деле не переправились через Маас. К концу дня Л. П. [Что?] было прорвано на всем фронте, кроме долины бар. Испытания по укреплению линии остановки (уже местами утраченной) с помощью частей 331-го пехотного полка и 11-го пулеметного батальона, которые смогли быть подняты в подсекторе Ангекур. В течение ночи немецкие войска проникли в Комон.
- 14 мая 1940 года с рассветом немецкая армия начала движение в направлении Булсона.

Ответная атака:
1. Слева: через 213-й р. и. (до резерва ЦК (армейский корпус)) и 7-й Б. С. С. (боевой танковый батальон) на оси Майзонкель, Булсон, Шомон, остановлена и затем отбита немецкими танками, наступавшими из Чемери;
2. Справа по 250-й р. I; [до резерва К. А.] и 4-й Б. С. С., выходящие из леса Раукур без связи между танками и пехотой и не выходящие за Северную опушку Вилье. В 09 ч. 45 м решение перенести оборону на вторую армейскую позицию между Артез-Ле-Вивье и Северной опушкой леса Раукур. Отступали под напором немцев, дезагрегировали подразделения. Во второй половине дня группировка элементов близ Байонвиля.

На сегодня 55-дивизия ликвидирована.